# Mallota semenovi
Mallota semenovi är en tvåvingeart som först beskrevs av Smirnov 1925.  Mallota semenovi ingår i släktet hålblomflugor, och familjen blomflugor. Inga underarter finns listade i Catalogue of Life.